# Ш-2
Не следует путать с Ш2, студией звукозаписи.
Ш-2 (АШ-2) — первый советский серийный самолёт-амфибия конструкции Вадима Борисовича Шаврова, летающая лодка однодвигательный полутораплан с тянущим винтом и поршневым двигателем, расположенным на верхнем крыле.
Эксплуатировался до середины 1960-х годов. Первый в мире крупносерийный самолёт с убираемым шасси.

## История создания
В 1929 году прошёл успешные испытания построенный В. Б. Шавровым самолёт-амфибия Ш-1. По их результатам конструктору было поручено создать самолёт с более мощным отечественным двигателем М-11 мощностью 100 л. с. (взамен 85-сильного чехословацкого «Вальтера»). Проект нового самолёта-амфибии был одобрен Научно-техническим комитетом ВВС в качестве учебного гидросамолёта. Для постройки первого образца был выбран ленинградский завод «Красный лётчик». В ноябре 1930 года самолёт совершил первые полёты с аэродрома и с воды. В июне 1931 года, после завершения Государственных испытаний, было принято решение о серийной постройке.

## Производство
Серийное производство Ш-2 было организовано на Таганрогском заводе № 31, первый самолёт был выпущен 1 апреля 1932 года. Для нужд санитарной авиации был спроектирован санитарный вариант амфибии с отсеком для носилок конструкции Ф. Ф. Липгарта (было изготовлено 16 таких самолётов).
Всего в 1932—1934 годах было выпущено 270 машин (в 1932-м — 30 единиц, в 1933-м — 200 единиц, в 1934-м — 40), после чего их производство прекратилось. Эксплуатировавшиеся самолёты, выработав свой ресурс, постепенно списывались. 
К 1 апреля 1941 года в гражданских ведомствах числилось 32 исправных и 12 неисправных Ш-2 М-11. Ещё 2 неисправных самолёта состояли на балансе НКВД.
Ситуация изменилась с началом Советско-финской войны, когда выяснилась необходимость наличия малого гидросамолёта для оперативной связи в войсках, вывоза раненых и т. п. в условиях болотистой местности, большого количества рек и озёр. В связи с этим ГУ ГВФ было принято решение вернуть списанные Ш-2 в строй. Восстановлением и капитальным ремонтом этих машин занимались Ленинградские авиаремонтные мастерские ГВФ (АРМ-21). При этом выяснилось, что простота и дешевизна конструкции самолёта (он был дешевле в производстве, чем даже У-2 (По-2)) позволяли возобновить их серийное производство. Под руководством В. Ф. Рентеля была проведена модернизация проекта — новые самолёты получили двигатель М-11Д, улучшенные амортизаторы моторамы, контрподкосы и др.. До начала Великой Отечественной войны в мастерских успели собрать 50 машин.
При эвакуации АРМ-21 в августе 1941 года в Иркутск, туда же были отправлены и готовые детали для 20 самолётов Ш-2, первые машины там были выпущены в 1942 году. На Ремонтном заводе ГВФ №403 было организовано и новое производство, при этом в конструкцию был внесён ряд изменений, продиктованных сложностями снабжения в годы войны. Всего с 1942 по 1945 годы в Иркутске было выпущено 150 новых Ш-2 и отремонтировано 286.
После войны самолёт выпускался в Иркутске крупными партиями в 1946—1947 и в 1951—1952 годах. Модифицированный вариант включал в себя новый, более мощный, вариант двигателя М-11 (М-11Л, 115 л. с. и М-11К, 125 л. с.), приспособление для его запуска от баллона со сжатым воздухом, триммеры на рулях высоты и направления, закрытую кабину и др..
По другим, более достоверным сведениям:
Авиаремонтная база ГУ ГВФ организована по пр. УКГВФ № 364 от 4.06.1931г. в Ленинграде, начала действовать 15.08.1931г. 1.06.1934г. преобразована в Ленинградские авиаремонтные мастерские (ЛАРМ) ГВФ.
20.08.1941г. эвакуированы в Вологду (где созданы ПАРМ-1) и в Иркутск на площадку АРБ-403. Затем мастерские перебазированы в Свердловск, где организованы АРБ-404. В 1943 году имели наименование ПАРМ-79.
В эвакуации продолжен ремонт самолётов Ш-2, У-2, Р-5 и АНТ-9; велась сборка после ремонта самолётов Г-1 и ДБ-3.
В 1944 году ПАРМ-79 возвращены в Ленинград на новое место в Старую Деревню, в начале 1945 года получили наименование ЛАРМ-21 СУГВФ. В 1947 году перебазированы в Пулково. В сентябре 1949 года переименованы в ЛЭРМ, 18 августа 1952 года — в АРМ-21 ГВФ. 5 июля 1968 года мастерские реорганизованы в Завод № 21 ГА..
В 1948 году было получено трофейное немецкое оборудование. После войны продолжен ремонт гражданских самолётов и моторов, налажена сборка самолётов По-2 и Ш-2.
Точных данных о количестве выпущенных за все годы Ш-2 нет. Известно, что их было построено более 700 (по некоторым оценкам — от 800 до 1200). Простота и высокая ремонтопригодность машины (иногда они проходили по 4—5 капитальных ремонтов) обеспечили этой машине долгую жизнь.

## Модификации
- Ш-1 — первый прототип
- Ш-2 — основная модель
- Ш-2 С — санитарный вариант
- Ш-2 бис — вариант с двигателем М-11Л

## Описание конструкции
Ш-2 — самолёт-амфибия, летающая лодка — полутораплан с тянущим винтом и двигателем размещённым на верхнем крыле.
Фюзеляж имеет форму лодки и сделан из дерева. Силовой набор фюзеляжа — 25 шпангоутов, 4 стрингера, идущих вдоль борта лодки, и нижний килевой стрингер, усиленный брусом из ясеня. Лодка разделена на пять водонепроницаемых отсеков четырьмя шпангоутами с герметичными переборками, это обеспечивало самолёту плавучесть и непотопляемость. В каждом из отсеков имеются сливные резьбовые пробки, а сверху смотровые люки. Шпангоуты расположенные в местах крепления крыльев и шасси усилены. Для обеспечения отрыва лодки от воды, при взлёте, снаружи на днище укреплён редан. Обшивка многослойная фанера на днище толщиной 4-6 мм, на бортах и палубе 3 мм. Снаружи обшивка оклеена полотном на аэролаке, это обеспечивало полную защиту от воды. Для буксировки и швартовки самолёта на плаву в носовой части установлен ремболт с петлёй из троса. На лодке под верхним крылом расположена закрытая трёхместная кабина. Козырёк кабины выполнен из дюралюминия и застеклён плексигласом. 
Крыло — полутораплан, верхнее крыло по размаху значительно больше нижнего. Профили крыльев различны. 
Нижнее крыло двухлонжеронное. Центральная часть нижнего крыла интегрирована в конструкцию лодки при помощи стальных труб с каплеобразным сечением. На отъёмных консолях нижнего крыла установлены поплавки боковой остойчивости. Нижнее крыло и поплавки изготовлены из дерева, обшивка фанера обклеенная полотном на аэролаке. На поплавках имеются реданы, облегчающие взлёт с воды. 
Верхнее крыло состоит из центроплана и двух консольных частей. Центроплан выполнен из дюралюминия, а консоли деревянные. Силовой каркас состоит из двух лонжеронов и ферменных нервюр. Консоли укреплены подкосами, которые крепятся к фюзеляжу. Консоли складывающиеся, они поворачиваются вокруг оси разъёма второго лонжерона и болта крепления заднего подкоса крыла. Это сделано для возможности хранения самолёта на корабле или в ангаре. Обшивка крыла полотно. Носок крыла до переднего лонжерона и нижняя поверхность до выреза под элерон усилена фанерой. Элероны имеют щелевой профиль и раскосную конструкцию. Обшивка передней части элерона до лонжерона фанера,  а весь он обтянут полотном. 
Хвостовое оперение — деревянное, обшивка полотно. Стабилизатор — двухлонжеронный, крепится к хвостовой части фюзеляжа при помощи четырёх подкосов. Хвостовая часть фюзеляжа заканчивается килем. Рули высоты и руль направления раскосной конструкции. 
Шасси — двухопорное с костыльной пятой, поднимающееся. Состоит из двух опор с колёсами, которые закреплены на полуосях со шнуровой амортизацией. Опоры крепятся к узлам усиленного шпангоута. Каждая опора состоит из двух труб, по которым движется ползун с закреплённой полуосью колеса. Между опорными поверхностями верхнего и нижнего положений ползуна проложена листовая резина для гашения ударов. В опущенном положении опоры фиксируются стопором, закреплённом на нижней скобе. На оси шасси и костыльную пяту, при необходимости, могут устанавливаться лыжи. Для подъёма и опускания шасси в кабине, рядом с приборной доской, установлена рукоятка тросового привода. 
Силовая установка — четырёхтактный пятицилиндровый радиальный двигатель с воздушным охлаждением М-11 мощностью 100 л.с.. Двигатель крепился на мотораму, установленную сверху на центроплан верхнего крыла. Воздушный винт деревянный фиксированного шага диаметром 2,35 м. 

## Технические данные
- Экипаж: 2 человека (пилот и механик) + 1 пассажир
- Длина: 8,2 м
- Высота: 3,5 м
- Размах крыла: 13,0 м
- Площадь крыла: 24,7 м²
- Масса:
  - пустого самолёта: 660 кг
  - нормальная взлётная: 937 кг
- Тип двигателя: М-11
- Мощность: 100 л. с.
- Максимальная скорость: 139 км/ч
- Скорость отрыва: 70 км/ч
- Посадочная скорость: 65 км/ч
- Крейсерская скорость: 80 км/ч
- Практическая дальность: 500 км
- Практический потолок: 3100 м

## Эксплуатация
Самолёт-амфибия Ш-2 в больших количествах поступал в аэроклубы и в народное хозяйство. Любой водоём  был для Ш-2 готовой посадочной площадкой. Его использовали для аэрофотосъёмки, для помощи геологам и лесникам. На Каспии самолёт помогал рыбакам в поиске рыбных косяков, а на Белом море использовался для обнаружения лёжек тюленей.
С 1933 года самолёты-амфибии Ш-2 выполняли почтовые и пассажирские рейсы в Карелии, на Дальнем Востоке и в Сибири. В 1933 году 16 самолётов были переоборудованы в санитарный вариант. Они отличались от серийных увеличенным запасом топлива, а в хвостовой части был оборудован отсек для носилок.
В 1933 году Ш-2 использовался для ледовой разведки в экспедиции парохода «Челюскин», базируясь на его борту. Пилотировал самолёт Михаил Бабушкин. После катастрофы парохода Ш-2 был выгружен на лёд и позже перелетел в Ванкарем.
В августе 1942 года два Ш-2С (бортовые номера СССР-Х-217 и СССР-Х-370) были захвачены финнами вблизи Петрозаводска и с октября 1942 по сентябрь 1944 года использовались финскими ВВС.
В частях самолёт любя называли «Шаврушка».

## Современность
Сохранившиеся экземпляры представлены в музеях:
- Российский государственный музей Арктики и Антарктики в Санкт-Петербурге[1]
- Исторический авиационный реставрационный музей в Мэрилэнд Хайс (Миссури, США)

В Молодёжном Авиационном Центре г. Урая была построена летающая копия Ш-2 в масштабе 0,75:1, впервые продемонстрированная на СЛА-89 в Риге. Её создали энтузиасты, не имевшие до этого опыта постройки самолётов. Отсутствие мотора М-11 вынудило их взять 4-цилиндровый мотор «Прага» в 75 л. с. и уменьшить габариты самолёта. Её облетал Шеффер Ю. П., давший отличную оценку самолёта, её отметили одним из главных призов СЛА-89. В дальнейшем этими же энтузиастами была построена полномасштабная копия Ш-2, демонстрировавшаяся на выставках МАКС-95, МАКС-97, Гидроавиасалон «Геленджик-96» и других авиасалонах.
Чертежи и рекомендации для моделирования Ш-2 публиковались в журнале «Моделист-конструктор». Наборы для создания моделей выпускались украинской фирмой «Amodel» (1:72, пластик) и издательством «Орёл» (1:33, бумага).
Почта СССР в 1977 году выпустила почтовую марку с изображением гидросамолёта Ш-2. 

## Изображения

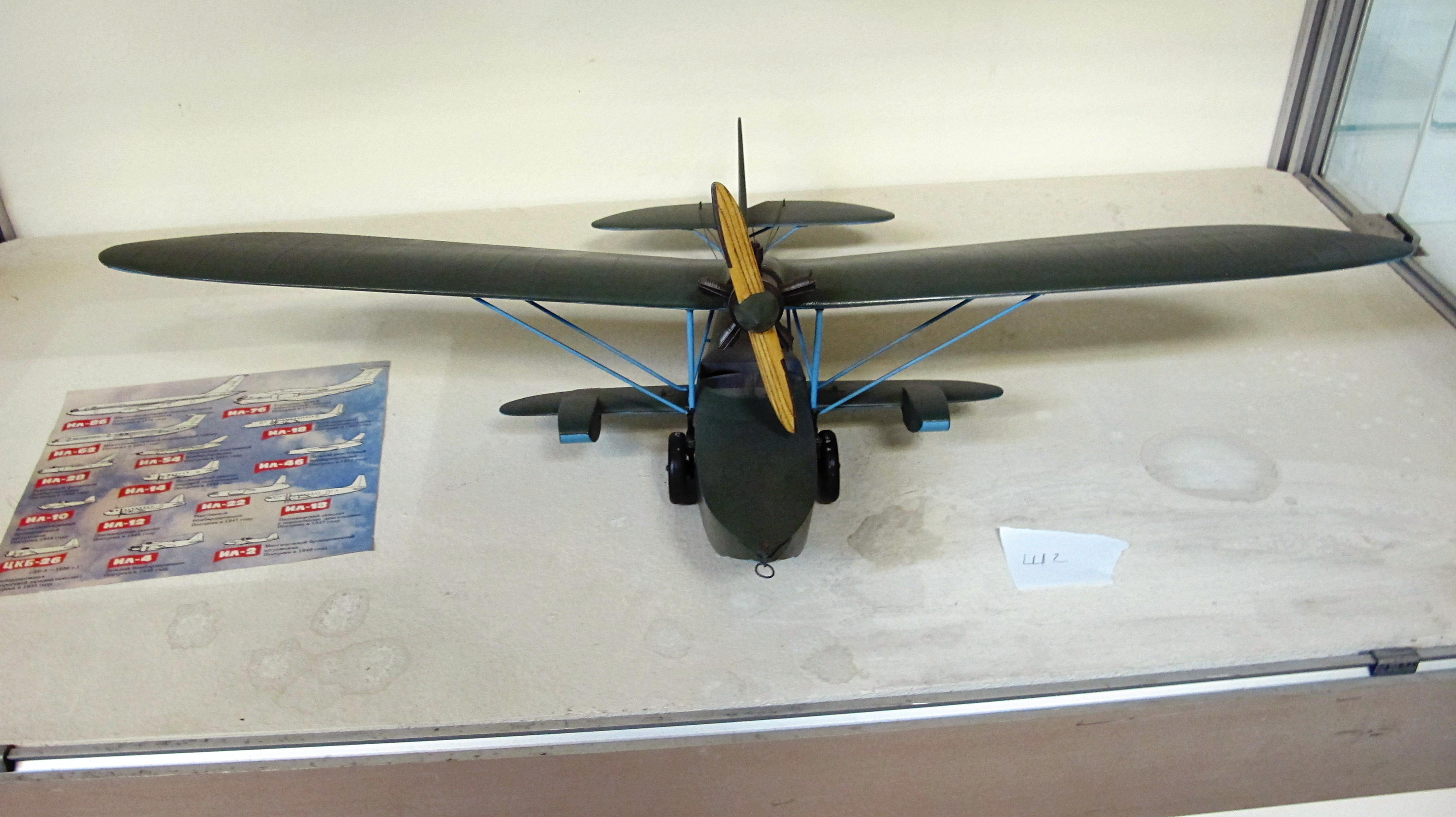
Модель Ш-2 в музее МАИ
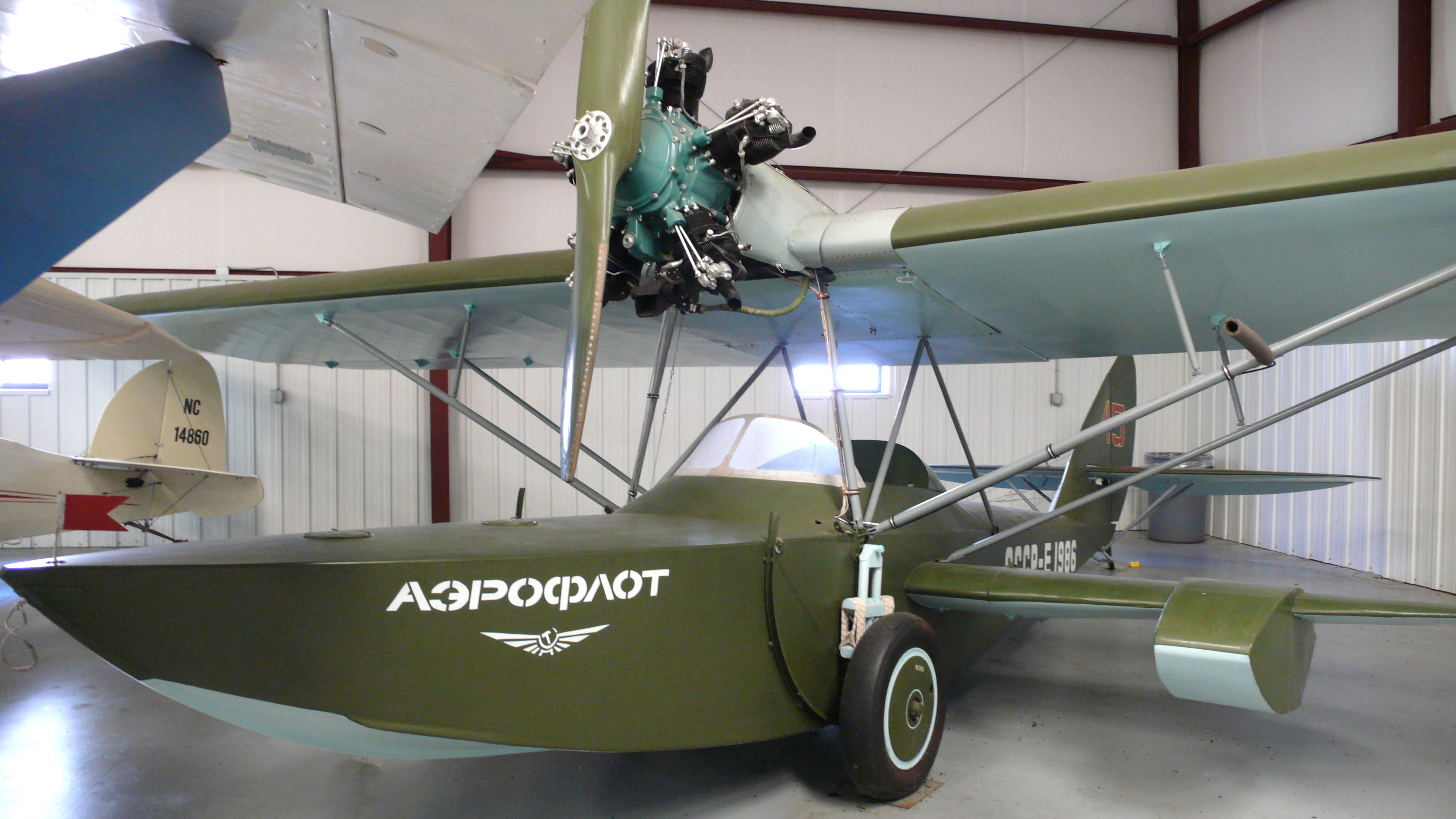
Ш-2 в авиационно-реставрационном музее в городе Сант-Луис
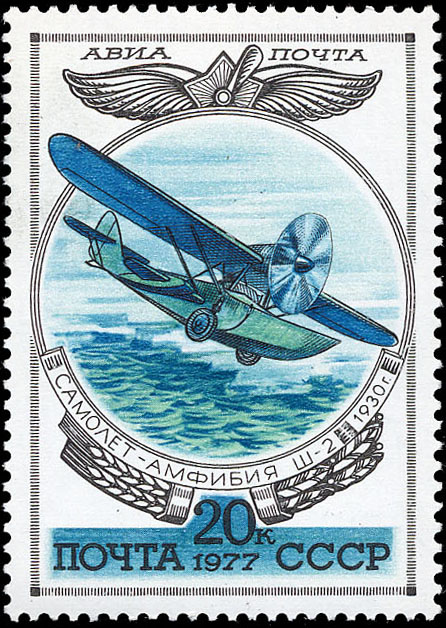
На почтовой марке